# Lara Wolters
Lara Wolters (Amsterdam, 12 aprile 1986) è una politica olandese del Partito del Lavoro, europarlamentare dal 2019.

## Biografia
All'età di cinque anni si è trasferita insieme alla famiglia nella regione di Bruxelles-Capitale, dove ha successivamente frequentato la scuola secondaria a Ixelles. Dopo aver studiato giurisprudenza e studi sociali e politici europei (ESPS) presso la University College London, ha trascorso un anno presso l'Università di Strasburgo attraverso il programma Erasmus, dove ha svolto uno stage presso il Parlamento europeo. Ha poi studiato canto e performance per un anno al VocalTech di Londra, e relazioni internazionali e diplomazia per un anno al College of Europe di Bruges.

## Carriera politica
Wolters è diventata membro del Parlamento europeo quando ha sostituito Frans Timmermans che ha deciso di non prendere il suo seggio parlamentare dopo le elezioni europee del 2019. Da allora è membro della commissione per il controllo dei bilanci e della commissione giuridica. In tale veste, è correlatrice su una direttiva del 2022 sul miglioramento dell'equilibrio di genere nei consigli di amministrazione delle società quotate.
Oltre ai suoi incarichi in commissione, Wolters fa parte della delegazione del Parlamento per le relazioni con la Cina. È anche membro dell'Intergruppo del Parlamento europeo sulla lotta alla corruzione e del Gruppo di lavoro responsabile sulla condotta aziendale.